# 109 (număr)
109 (o sută nouă) este numărul natural care urmează după 108 și precede pe 110.

## În matematică
- Este al 29-lea număr prim; formează o pereche de numere prime gemene cu numărul 107.[2]
- Este un număr prim cubic generalizat.[3]
- Este un număr prim Labos.[4][5]
- Este un număr prim lung.[6][7]
- Este un număr prim Pierpont.[8][9]
- Este un număr prim Pillai.[10][11]
- Este un număr prim plat.[12][13]
- Este un număr fericit.[14][15]
- Este un număr centrat triunghiular.[16]
- Este un număr prim pitagoreic.[17]
- Este un număr prim slab.[18][19]

## În știință
- Este numărul atomic al meitneriului.[20]

### Astronomie
- NGC 109 este o galaxie spirală, situată în constelația Andromeda.
- Messier 109 este ogalaxie spirală barată din constelația Ursa Mare.
- 109 Felicitas este o planetă minoră (asteroid) din centura principală.
- 109P/Swift-Tuttle este o cometă descoperită de C. Shoemaker și E. Shoemaker.